# Czyżówka (dopływ Wisły)
Czyżówka – rzeka w województwie świętokrzyskim, lewy dopływ Wisły o długości 27,44 km.
W przeszłości na odcinku od Janikowa do Czyżowa Szlacheckiego była ciekiem epizodycznym. Obecnie jest ciekiem stałym na całej długości. Jest w całości uregulowana. Odprowadzane są nią ścieki komunalne z Ożarowa.
Główne dopływy rzeki to: Potok Pruski i Potok Wyszmontowski.